# Gangehi
Gangehi est une petite île inhabitée des Maldives. Il s'agit d'une des nombreuses îles-hôtel des Maldives, ouverte depuis 1987, actuellement le Gangehi Island Resort.

## Géographie
Gangehi est située dans le centre des Maldives, au Nord-Ouest de l'atoll Ari, dans la subdivision de Alif Alif. 